# Kerbige Sommerwurz
Die Kerbige Sommerwurz (Orobanche crenata) ist eine Pflanzenart aus der Gattung der Sommerwurzen (Orobanche) in der Familie der Sommerwurzgewächse (Orobanchaceae).

## Beschreibung
Die Kerbige Sommerwurz ist eine parasitisch lebende Pflanze, deren Stängel bis zu 50 (selten bis 80) cm hoch und etwa 1,2 cm breit werden. An der Basis sind sie nur leicht angeschwollen und spärlich filzig behaart und gelb gefärbt. Die Laubblätter sind 12 bis 25 mm lang und eiförmig-lanzettlich und stehen im unteren Teil dicht, im oberen nur spärlich.
Die Blütenstände sind bis zu 20 (selten bis 50) cm hoch und etwa 4 cm breit, filzig behaart, meist im oberen Teil dicht und weiter unten locker gebaut. Die Tragblätter sind 15 bis 25 mm lang und linealisch-lanzettlich bis eiförmig-lanzettlich und lang zugespitzt. Der Kelch ist 10 bis 20 mm lang, die Kelchblätter stehen frei und sind mehr oder weniger zweigezahnt. Die Krone ist 20 bis 30 mm lang, nahezu unbehaart, abstehend-aufrecht, gerade oder leicht gekrümmt und glockenförmig. Die Färbung ist weiß, die Lippen sind oftmals lila geadert. Die Lippen sind auseinanderstrebend, die untere besitzt große, fast kreisförmige Lappen, die nicht gewimpert sind. Die Staubfäden sind behaart und setzen etwa 2 bis 4 mm über der Kronbasis an. Die Staubbeutel sind unbehaart. Die Narbe ist weiß, gelb oder rosa.
Die Frucht ist eine Kapsel mit einer Länge von 10 bis 12 mm.

## Vorkommen und Standorte
Die Art ist in Südeuropa verbreitet, kommt aber anderswo auch gelegentlich vor. Sie parasitiert an Hülsenfrüchtlern (Leguminosae), selten auch an anderen Pflanzen.